# Criotettix latifrons
Criotettix latifrons är en insektsart som beskrevs av Morgan Hebard 1930. Criotettix latifrons ingår i släktet Criotettix och familjen torngräshoppor. Inga underarter finns listade i Catalogue of Life.